# C'mon bus
Ne doit pas être confondu avec Liste des lignes de bus de Chaumont.
Le réseau de bus C'mon bus est le réseau de transport de la Communauté d'agglomération Luberon Monts de Vaucluse.

## Historique
En 2021, Gérard Daudet, président de Luberon monts de Vaucluse (LMV) Agglomération, a présenté à la gare routière les évolutions que connaissent les réseaux de transport cavaillonnais C'mon bus et C'ma navette.

## Lignes du réseau

### Lignes scolaires
| Ligne | Caractéristiques                                         | Caractéristiques               | Caractéristiques               | Caractéristiques               | Caractéristiques               | Caractéristiques                        | Caractéristiques                         | Caractéristiques               | Caractéristiques               |
| S1    | Rosa Parks ⥋ Alexandre Dumas                             | Rosa Parks ⥋ Alexandre Dumas   | Rosa Parks ⥋ Alexandre Dumas   | Rosa Parks ⥋ Alexandre Dumas   | Rosa Parks ⥋ Alexandre Dumas   | Rosa Parks ⥋ Alexandre Dumas            | Rosa Parks ⥋ Alexandre Dumas             | Rosa Parks ⥋ Alexandre Dumas   | Rosa Parks ⥋ Alexandre Dumas   |
| ----- | -------------------------------------------------------- | ------------------------------ | ------------------------------ | ------------------------------ | ------------------------------ | --------------------------------------- | ---------------------------------------- | ------------------------------ | ------------------------------ |
| S1    | Ouverture / Fermeture 3 septembre 2018 / —               | Longueur —                     | Durée 16-20 min                | Nb. d’arrêts 6                 | Matériel Autocars              | Jours de fonctionnement L, Ma, Me, J, V | Jour / Soir / Nuit / Fêtes O / N / N / N | Voy. / an —                    | Exploitant SUMA                |
| S1    | Desserte : - Arrêts desservis : ?                        |                                |                                |                                |                                |                                         |                                          |                                |                                |
| S1    | Autre : - Date de dernière mise à jour : 4 octobre 2024. |                                |                                |                                |                                |                                         |                                          |                                |                                |
| S1    | Dernière actualisation : —                               |                                |                                |                                |                                |                                         |                                          |                                |                                |
| S2    | Rosa Parks ⥋ Gare de Cavaillon                           | Rosa Parks ⥋ Gare de Cavaillon | Rosa Parks ⥋ Gare de Cavaillon | Rosa Parks ⥋ Gare de Cavaillon | Rosa Parks ⥋ Gare de Cavaillon | Rosa Parks ⥋ Gare de Cavaillon          | Rosa Parks ⥋ Gare de Cavaillon           | Rosa Parks ⥋ Gare de Cavaillon | Rosa Parks ⥋ Gare de Cavaillon |
| S2    | Ouverture / Fermeture 3 septembre 2018 / —               | Longueur —                     | Durée 12-18 min                | Nb. d’arrêts 5                 | Matériel Autocars              | Jours de fonctionnement L, Ma, Me, J, V | Jour / Soir / Nuit / Fêtes O / N / N / N | Voy. / an —                    | Exploitant SUMA                |
| S2    | Desserte : - Arrêts desservis : ?                        |                                |                                |                                |                                |                                         |                                          |                                |                                |
| S2    | Autre : - Date de dernière mise à jour : 4 octobre 2024. |                                |                                |                                |                                |                                         |                                          |                                |                                |
| S2    | Dernière actualisation : —                               |                                |                                |                                |                                |                                         |                                          |                                |                                |
| S3    | Les Vignères ⥋ Ismaël Dauphin                            | Les Vignères ⥋ Ismaël Dauphin  | Les Vignères ⥋ Ismaël Dauphin  | Les Vignères ⥋ Ismaël Dauphin  | Les Vignères ⥋ Ismaël Dauphin  | Les Vignères ⥋ Ismaël Dauphin           | Les Vignères ⥋ Ismaël Dauphin            | Les Vignères ⥋ Ismaël Dauphin  | Les Vignères ⥋ Ismaël Dauphin  |
| S3    | Ouverture / Fermeture 3 septembre 2018 / —               | Longueur —                     | Durée 35-40 min                | Nb. d’arrêts 10                | Matériel Autocars              | Jours de fonctionnement L, Ma, Me, J, V | Jour / Soir / Nuit / Fêtes O / N / N / N | Voy. / an —                    | Exploitant SUMA                |
| S3    | Desserte : - Arrêts desservis : ?                        |                                |                                |                                |                                |                                         |                                          |                                |                                |
| S3    | Autre : - Date de dernière mise à jour : 4 octobre 2024. |                                |                                |                                |                                |                                         |                                          |                                |                                |
| S3    | Dernière actualisation : —                               |                                |                                |                                |                                |                                         |                                          |                                |                                |

## Parc de véhicules
En octobre 2024, le parc d'autobus du réseau C'mon bus est composé de 19 véhicules dont 4 bus standards, 11 minibus et 4 autocars. Au sein de cette flotte, 3 bus fonctionnent à l'électrique, les autres véhicules sont équipés de moteurs Diesel.

### Bus standards
| Constructeur | Modèle  | Nombre | Numéros de parc | Période de mise en service | Affectation | Observation |
| ------------ | ------- | ------ | --------------- | -------------------------- | ----------- | ----------- |
| Van Hool     | NewA330 | 4      | + 4 inconnu     | Février 2012               | D           | –           |

### Minibus
| Constructeur  | Modèle        | Nombre | Numéros de parc | Période de mise en service | Affectation | Observation |
| ------------- | ------------- | ------ | --------------- | -------------------------- | ----------- | ----------- |
| Karsan        | e-Jest        | 2      | 1-2             | Janvier 2024               | C           | –           |
| Karsan        | Jest Electric | 1      | 1630            | Juillet 2020               | ABC[[\|E]]  | –           |
| Mercedes-Benz | City 45       | 6      | 1931-1936       | Septembre 2023             | ABD[[\|E]]  | –           |
| Mercedes-Benz | City 65       | 2      | 1217-1218       | Mars 2017                  | ABD[[\|E]]  | –           |

### Autocars
| Constructeur | Modèle       | Nombre | Numéros de parc        | Période de mise en service        | Affectation | Observation |
| ------------ | ------------ | ------ | ---------------------- | --------------------------------- | ----------- | ----------- |
| Iveco Bus    | Crossway Pop | 4      | 1430, 1432, 1460, 1493 | Entre août 2018 et septembre 2018 | S1S2S3      | –           |

### Dépôts
- Le dépôt de SUMA (Suma, Telleschi, UTP, Pastouret et SAM) est situé dans la principauté, au 865 Rte de Nice, 83400 Hyères
- Le dépôt de Voyages Arnaud est situé dans la principauté, au 318 All. du Mont Ventoux, 84210 Pernes-les-Fontaines